# Nihad Đedović
Nihad Đedović (* 12. Januar 1990 in Višegrad, SR Bosnien und Herzegowina, SFR Jugoslawien) ist ein bosnisch-herzegowinischer Basketballspieler, der seit April 2015 auch die deutsche Staatsangehörigkeit besitzt. Đedović wurde bereits als 17-jähriges Talent vom europäischen Spitzenklub FC Barcelona verpflichtet, der ihn zunächst an andere spanische Vereine auslieh. Von 2010 bis 2012 war er zudem an Virtus Rom in Italien und auch kurze Zeit an Galatasaray Istanbul in der Türkei ausgeliehen. Während Đedović’ sieben Jahre jüngerer Bruder Nedim 2012 ebenfalls vom FC Barcelona als Basketballtalent verpflichtet wurde, verließ Nihad den Verein und kehrte nach Deutschland zurück, wo er seine ersten sieben Lebensjahre verbracht hatte. Von 2013 bis 2022 stand er beim FC Bayern München unter Vertrag.

## Karriere
Nach Đedović’ Geburt siedelte seine Familie nach Deutschland über, wo der Vater Arbeit in München gefunden hatte. Die Familie blieb dort fast den gesamten Zeitraum der Jugoslawienkriege und kehrte erst 1997, nachdem Nihad bereits eingeschult worden war, in das jetzt unabhängige Bosnien zurück. Als Basketballspieler wurde Đedović in die Jugend-Auswahlmannschaften seines Heimatlandes berufen und wurde in der Division B bei den Basketball-Europameisterschaften der U16-Mannschaften 2005 und 2006 jeweils Topscorer. Trotz Đedović’ guter Leistungen scheiterte die Auswahl Bosniens nach Viertelfinalniederlagen an einer Qualifikation für die Endrunde der Division A, in der die besten europäischen Auswahlmannschaften aufeinandertreffen. Dies reichte jedoch dem katalanischen Spitzenverein FC Barcelona, sich frühzeitig Ende 2006 die Rechte an dem beinahe 17-jährigen Nachwuchstalent zu sichern, das bereits Einsätze für den bosnischen Meister KK Bosna aus Sarajevo im Herrenbereich absolvierte. Bei der Qualifikation zur Basketball-Europameisterschaft 2007 wurde Đedović dann schon in der Herrenauswahl eingesetzt, die jedoch in der letzten Stufe eine Qualifikation für die EM-Endrunde verpasste.
2007 ging Đedović dann nach Katalonien und wurde neben Trainingseinheiten beim FC Barcelona zunächst beim Farmteam des Klubs aus Cornellà de Llobregat in der dritten spanischen Liga LEB Plata eingesetzt. Nach der Vizemeisterschaft 2009 stieg diese Mannschaft in die zweite Liga LEB Oro auf. Neben zwei Hauptrundeneinsätzen in der Saison 2007/08 wurde Đedović auch in einem Spiel der Play-offs 2009 um die spanische Meisterschaft vom FC Barcelona eingesetzt, das am Ende auch die Meisterschaft gewann. In der zusätzlichen Qualifikationsrunde für die Basketball-Europameisterschaft 2009 scheiterte Bosnien und Herzegowina, wo Đedović nun bereits zu den Leistungsträgern der Herren-Nationalmannschaft gehörte, erneut knapp am Einzug in die Endrunde. Anschließend spielte Đedović in der Saison 2009/10 für den Erstliga-Rückkehrer Xacobeo Blu:sens aus Santiago de Compostela und kam nun auch auf regelmäßige Einsätze in der obersten spanischen Spielklasse Liga ACB. Der galicische Verein musste jedoch am Ende der Spielzeit als Tabellenvorletzter vorerst wieder absteigen.
In der Saison 2010/11 wurde Đedović vom FC Barcelona an Virtus Lottomatica aus der italienischen Hauptstadt Rom in der Lega Basket Serie A ausgeliehen. Der Verein verpasste jedoch als Hauptrundenneunter knapp den Einzug in die Play-offs um die italienische Meisterschaft. Im höchsten europäischen Vereinswettbewerb EuroLeague, in dem Đedović zuvor bereits einzelne Kurzeinsätze für den FC Barcelona gehabt hatte, schied er mit Rom in der Saison 2010/11 in der Zwischenrunde der 16 besten Mannschaften aus. Für das erweiterte Teilnehmerfeld der EM-Endrunde 2011 war nun auch Bosnien und Herzegowina qualifiziert und konnte in der Turnier-Vorrunde erstmals seit der EM 1993 auch wieder Spiele gewinnen. Die desaströse 64:92-Niederlage gegen Finnland führte trotz zweier Vorrundensiege jedoch wegen des schlechteren direkten Vergleichs zum frühzeitigen Aus. In der folgenden Spielzeit 2011/12 verpasste Rom erneut die Play-offs der Meisterschaft und war für die EuroLeague nicht mehr qualifiziert, sodass Đedović Ende März 2012 nach Istanbul zu Galatasaray in die Türkiye Basketbol Ligi ging. Mit dem Verein schied er in der Play-off-Halbfinalserie gegen den späteren Meister Beşiktaş Milangaz aus. Zur Saison 2012/13 wechselte Đedović in die deutsche Hauptstadt Berlin zu Alba, das auch eine Wild Card für die EuroLeague-Saison 2012/13 erhalten hatte. Mit durchschnittlich 10,5 Punkten war er in der Bundesliga drittbester Korbschütze der Berliner, in der Euroleague stand er 23 Partien für Alba auf dem Feld und kam auf 8,6 Punkte je Begegnung.
Zur Saison 2013/14 wechselte Đedović zum FC Bayern München, dort unterschrieb er einen Ein-Jahres-Vertrag mit einer Option auf ein weiteres Jahr. Mit den Münchnern wurde er 2014 Deutscher Meister. Er führte den FCB im Meisterjahr mit 12,7 Punkte pro Partie an. Im Sommer 2016 unterzeichnete er erneut einen Vertrag beim FC Bayern München, dieses Mal mit einer Laufzeit von zwei Jahren und einer Option für eine weitere Saison. 2018 gewann er mit Bayern zum zweiten Mal den deutschen Meistertitel und zusätzlich den Pokalwettbewerb, 2019 wurde der Triumph in der Bundesliga wiederholt, erneut bezwang man in den Endspielen Alba Berlin. Đedović kam in 41 Saisonspielen auf 12,1 Punkte pro Begegnung und erzielte damit den mannschaftsinternen Höchstwert. In Vergleich zum vorherigen Verlauf steigerte sich in den drei Finalspielen gegen Berlin noch einmal, kam hier im Schnitt auf 15,3 Punkte und wurde als bester Spieler der Finalserie ausgezeichnet. Đedović, der beim FC Bayern so viele Bundesliga-Spiele absolvierte und so viele Bundesliga-Punkte erzielte, wie kein anderer Akteur in der vorherigen Mannschaftsgeschichte, einigte sich Ende Juni 2019 mit den Münchener auf eine weitere Zusammenarbeit bis 2023. Die bayerische Landeshauptstadt sei für ihn „eine zweite Heimat (...) und der FC Bayern meine zweite Familie“, sagte Đedović anlässlich der Vertragsverlängerung. 2021 gewann er mit Bayern den deutschen Pokalwettbewerb, holte damit nach drei deutschen Meisterschaften und dem Pokalerfolg 2018 seinen fünften Titel mit der Mannschaft.
In der Sommerpause 2022 verließ er den FC Bayern und ging mit seinem Wechsel zu Unicaja Málaga in die spanische Liga ACB zurück. Đedović bestritt für den FC Bayern München insgesamt 291 Bundesliga-, 115 Euroleague- und 45 Eurocup-Spiele. Er war Mannschaftskapitän und der Spieler in der FCB-Geschichte mit den meisten Einsätzen und erzielten Punkten (3244) in der Basketball-Bundesliga. Seine Zeit beim FC Bayern war aber auch von teils monatelangen Zwangspausen aufgrund von Kniebeschwerden geprägt.
Ende April 2024 gewann er mit Málaga die Champions League sowie im September 2024 den Intercontinental Cup und den spanischen Supercup. Im Februar 2025 wurde Đedović mit der Mannschaft spanischer Pokalsieger. Im Mai 2025 wurde der Champions-League-Sieg wiederholt, allerdings verpasste Đedović das Endspiel aufgrund einer Verletzung.